# Schlösserstraße

Die Schlösserstraße (engl. Castle Road, sl. Cesta gradov) ist eine grenzüberschreitende Kulturstraße im Herzen Europas. Ursprünglich als Verein steirischer und südburgenländischer Wehrbauten gegründet, umfasst sie heute 41 Schlösser im Südosten Österreichs, im Nordosten Sloweniens (seit 2018) und in Nordkroatien (seit 2020). 
Diese Gegend, welche seit zwei Jahrtausenden einen gemeinsamen Grenzraum bildet, zählt zu den burgen- und schlösserreichsten Gebieten der Welt. Die Schlösserstraße hat eine Länge von mittlerweile 1001 Kilometern.

## Mitglieder

### Süd- und Weststeiermark
- Schloss Piber
- Schloss Stainz
- Burg Deutschlandsberg
- Romantikschloss Ottersbach
- Schloss Seggau

### Oststeiermark
- Gartenschloss Herberstein
- BSFZ Schloss Schielleiten
- Burg Neuhaus
- Schloss Pöllau
- Stift Vorau
- Burg Festenburg
- Schloss Aichberg
- Schloss Hartberg
- Schloss Obermayerhofen

### Südburgenland
- Schloss Rotenturm
- Burg Schlaining
- Burg Bernstein
- Burg Lockenhaus
- Burg Güssing
- Schloss Tabor

### Steirisches Thermen- und Vulkanland
- Schloss Kapfenstein
- Schloss Welsdorf
- Pfeilburg Fürstenfeld
- Burg Riegersburg
- Schloss Kornberg
- Tabor Feldbach
- Bad Gleichenberg
- Bad Radkersburg

### Pomurje
- Grad Grad
- Grad Murska Sobota
- Dvorec Rakičan
- Lendavski grad
- Grad Negova

### Slovenska Štajerska
- Grad Slovenska Bistrica
- Ptujski grad
- Grad Velika Nedelja
- Grad Ormož

### Nordkroatien
- Stari grad Varaždin
- Stari grad Čakovec
- Dvorac Oršić, Gornja Stubica
- Dvor Veliki Tabor, Desinić
- Schloss Trakošćan